# Церква Успіння Пресвятої Богородиці (Старий Гвіздець)
Церква Успіння Пресвятої Богородиці — чинна дерев'яна церква у селі Старий Гвіздець на Коломийщині. Парафія належить до Коломийського благочиння Коломийської єпархії Православної церкви України.

## Розташування
Церква знаходиться при дорозі у північно-східній частині села Старий Гвіздець.

## Історія
У XVIII столітті у селі Старий Гвіздець було вже дві церкви. Одну з них розібрали, а на місці іншої у 1856 році збудували нову дерев'яну церкву, яку в 1858 році освятили. 
15 жовтня 2017 року відбулися збори парафіян, на яких віруючі церковної громади змінили ієрархічного підпорядкування з УПЦ МП на УПЦ КП. Складено відповідний протокол, якого повезуть до Івано-Франківської ОДА.
12 листопада 2017 року Преосвященний Єпископ Коломийський і Косівський Юліан звершив першу Архієрейську Божественну Літургію українською мовою.

## Архітектура
Церква тризрубна триверха. Вузькі ризниці прибудовані з обидвох сторін до вівтаря, маленький присінок прилягає з півдня до нави. Стіни під бляхою.
Дерев'яна триярусна дзвіниця стоїть з південного боку від церкви. 